# نوشين (نائين)
نوشين هي قرية في مقاطعة نائين، إيران. عدد سكان هذه القرية هو 9 في سنة 2006.